# 三上次男
三上 次男（みかみ つぎお、1907年（明治40年）3月31日 - 1987年（昭和62年）6月6日）は、日本の東洋学者、考古学者。日本学士院会員、東京大学名誉教授、出光美術館理事、中近東文化センター理事長。号は「白水子」。

## 経歴
出生から修学期
1907年、京都府宮津町（現・宮津市）で生まれた。小学5年生まで宮津で過ごし、その後、家族と共に北海道へ移住した。東京帝国大学文学部東洋史学科で学び、1932年に卒業。東亜考古学会の留学生として、中華民国に渡り、東洋美術や考古学の勉学に励んだ。
東洋学研究者として
1939年、東京大学文学部講師に就いた。1949年に同教授昇格。この時期、鎌倉アカデミアでも講義した。1951年5月から9月にかけて、皇居に招かれて歴史関係の科学委員会合に出席。昭和天皇及び他の委員を前に清の康煕帝について進講した。1961年、学位論文『満鮮原始墳墓の研究』を東京大学に提出して文学博士号を取得。1967年、東京大学を退官し、同大学名誉教授となった。
同1967年4月からは青山学院大学教授（- 1977年まで）。東宮家（現：皇室）の東洋史教師も務め、世界史教科書の編纂にも多く関わった。さらに理事を務める出光美術館でも週末に講義を行った。1986年、日本初のトルコ古代遺跡発掘隊隊長を務めた。学界では、1986年に日本学士院会員に選出された。
1987年に死去。墓所は、出光美術館初代館長の出光佐三（出光興産創業者）、鎌倉アカデミアの同僚の三枝博音（横浜市立大学学長）や高見順（作家）と共に、鎌倉の東慶寺にある。

### 委員・役員ほか
- 日本学術会議会員（1972年 - 1975年）
- 日本ユニセフ国内委員会委員（1972年 - 1981年）
- 出光美術館理事（1966年 - 1987年）
- 中近東文化センター理事長（1978年）[1]
- 神奈川県文化財協会 会長（1981年）[7]

## 受賞・栄典
- 1969年：『陶磁の道』で第23回毎日出版文化賞
- 1971年： 神奈川文化賞[8][9]
- 1973年：紫綬褒章[9]
- 1974年：『金史研究』で日本学士院恩賜賞[1]
- 1979年：勲三等旭日中綬章[9]

## 研究内容・業績
専攻は東洋史（特に東北アジア史）・騎馬民族国家の研究や、東洋陶磁器史で著名。特に後者は東西交流の研究（海のシルクロード）における「陶磁貿易史」を開拓した。1950年代以降は、エジプトなど地中海・紅海地域や、イランなど西アジアや中近東各国、日本各地で、陶磁研究での窯跡遺跡等の発掘調査を多く行った。なおこの方面での著作（生前刊行）は、図版解説が主であった。
三上次男コレクション
収集した資料は出光美術館ほかに収められており、「三上次男コレクション」となっている。
- 『遥かなる陶磁の道：三上次男中近東コレクション』中近東文化センター 1997[10]
- 『受贈三上次男コレクション図版目録』出光美術館 2008[11]
- 『三上次男コレクション図版目録：西アジア・南アジア、アフリカ編』青山学院大学文学部史学科 2010

## 家族・親族
三上家は北前船の運営に関わった「元結屋」で、生家はその親族にあたる。

## 著作

### 単著
- 『陶磁の道：東西文明の接点をたずねて』岩波新書青版 1969
  - 復刊 1989年・2008年
  - 増補『陶磁の道：東西文明の接点をたずねて』中央公論美術出版 2000[13]
- 『ペルシアの陶器』中央公論美術出版 1961
  - 改訂版 中央公論美術出版(芸術選書) 1976
  - 再版 1987年
  - 文庫化 中央公論社(中公文庫) 1993[14]
- 『高句麗と渤海』 吉川弘文館 1990
  - オンデマンド版 2018年
- 『満鮮原始墳墓の研究』(東北アジア史研究 1) 吉川弘文館 1961
  - 第2版 1977年
- 『古代東北アジア史研究』(東北アジア史研究 2) 吉川弘文館 1966
  - 第2版 1977年
- 『金代女真社会の研究』(金史研究 1) 中央公論美術出版 1970
- 『金代政治制度の研究』(金史研究 2) 中央公論美術出版 1971
- 『金代政治・社会の研究』(金史研究 3) 中央公論美術出版 1972
- 『陶磁の道紀行』Ⅰ 中央公論美術出版 1993[15]
- 『陶磁の道紀行』Ⅱ 中央公論美術出版 1993
- 『南アジア紀行』中央公論美術出版 1997[16]
- 『西アジア紀行』中央公論美術出版 1997[16]

### 著作集
- 『春日抄：三上次男随筆集』中央公論美術出版 1988

- 『三上次男著作集』(全7巻) 中央公論美術出版 1987-1990

1. 1巻『陶磁貿易史研究(上巻)東アジア・東南アジア篇』1987
2. 2巻『陶磁貿易史研究(中巻)南アジア・西アジア篇』1988
3. 3巻『陶磁貿易史研究(下巻)中近東篇』1988
4. 4巻『中国陶磁史研究』1989
5. 5巻『日本・朝鮮陶磁史研究』1989
6. 6巻『イスラーム陶器史研究』1990
7. 別冊『三上次男著作目録』

### 共著・編著・図版解説
- 『北関山城：高爾山山城　高句麗「新城」の調査』田村晃一共著、中央公論美術出版 1993[17]
- 『東北アジアの民族と歴史』(民族の世界史 3) 神田信夫共編、山川出版社 1989
- 『中国文明と内陸アジア』(人類文化史 4) 護雅夫・佐久間重男共著、講談社 1974
- 『ぼくらの東洋史 改訂新版』東京堂 1949[18]
  - 再版 中央公論美術出版 1992
- 『シンポジウム好太王碑：四、五世紀の東アジアと日本』東方書店 1985
- 『図録 ペルシアの陶器』(正・続)中央公論美術出版 1962-1964
- 『ペルシア陶器の美』(出光美術館選書 4) 平凡社 1966
- 『陶器』(日本の美術 別巻) 平凡社 1968
  - 新装版 1979年
- 『中国陶磁：トプカプ・サライ・コレクション』並河萬里写真、平凡社 1974
- 『ペルシアの陶器』(陶磁大系 48) 平凡社、1978
- 『陶磁』(中国の美術 4) 淡交社 1982
- 『南海』(世界陶磁全集 16) 責任編集、小学館 1984
- 『世界Ⅱ』(世界陶磁全集 21) 責任編集、小学館 1986

### 記念論集
- 『東洋史・考古学論集：三上次男博士頌寿記念』朋友書店 1979
- 『三上次男博士喜寿記念論文集』(全3冊) 平凡社、1985[19]

## 三上次男に関する著作
- 『東方学回想 Ⅸ　先学を語る〈6〉』（刀水書房、2000年）。門下生達の座談での回想（年譜・書誌も併収）